# Столяр, Зиновий Лазаревич
Зино́вий (За́лман) Ла́заревич Сто́ляр (21 января 1924, Красные Окны, Одесская область — 13 апреля 2014, Кишинёв) — молдавский советский музыковед, музыкальный критик и публицист. Заслуженный деятель искусств Молдавской ССР (1982).

## Биография
Родился в семье кожевенника в приднестровском посёлке Красные Окны Одесской области, в октябре того же года ставшем райцентром Красноокнянского района новообразованной в составе Украины Молдавской АССР. Детство провёл в Тирасполе, где учился в музыкальной школе у композиторов отца и сына Гершфельдов — Григория Исааковича и Давида Григорьевича. В годы Великой Отечественной войны — в действующей армии, служил «катушечником» (связистом) 6-го отдельного полка правительственной связи НКВД СССР на Северном Кавказе (1942—1944), был музыкальным руководителем полкового ансамбля песни и пляски. В 1950 году окончил теоретико-композиторский факультет Одесской консерватории по классу С. Д. Орфеева, одновременно в 1947—1950 годах преподавал в музыкальных школах Одессы. В 1950—1953 годах — преподаватель музыкального училища в Ворошиловграде.
В 1954 году поселился в Кишинёве, где работал преподавателем в Средней специальной музыкальной школе имени Е. Коки (1954—1982) и в Молдавской консерватории (впоследствии Институт искусств имени Г. Музическу, 1959—1973). В 1973—1977 годах — ответственный секретарь, а в 1977—1984 годах — заместитель председателя правления и с 1984 года — редактор Союза композиторов Молдавии, многолетний член правления Союза композиторов и музыковедов Республики Молдова. На протяжении многих лет был постоянным музыкальным критиком газеты «Молодёжь Молдавии». С начала 1990-х годов — научный сотрудник Института национальных меньшинств Академии Наук Республики Молдова. Вёл радиопередачи на идише, посвящённые вопросам музыки, на республиканском радио (в программе «Индзер лэйбм» — наша жизнь). Кавалер ордена «Глория Мунчий» (Gloria Muncii — Слава Труду, 1999).
Автор многочисленных статей и научных работ на русском и молдавском языках по общей теории музыки, истории композиторского искусства Молдавии, молдавской и еврейской народной музыке (в особенности об их взаимовлиянии), концертных и театральных рецензий, а также более 30 монографий и учебных пособий по этим вопросам. Среди книг З. Столяра — выдержавшее 3 переиздания «Пособие по элементарной теории музыки» (совместно с Е. М. Ткачом, 1957, 1961, 1964, на русском и молдавском языках), «Шико Аранов» (1959), «Опера Д. Гершфельда „Грозован“. Путеводитель» (с Е. М. Ткачом, 1960), «Гершфельд» (1961), «Выразительные средства музыки» (1963), «Музыкальные жанры» (1963), «М. И. Глинка» (1967, на молдавском языке), «Молдавская советская симфония» (1967), «Антон Рубинштейн» (1969, на молдавском языке), «Георгий Няга» (1959 и 1973), «Злата Ткач», «Что такое музыка» (1976, на молдавском языке), «Молдавская советская песня» (1979), «Страницы молдавской музыки» (1983), «Еврейская дойна: еврейская народная музыка в Бессарабии и Левобережном Приднестровье» (1998, немецкое издание — 2000), «Страницы еврейской музыки: исследования, наблюдения, заметки» (2001), «Люди и время: композиторы-евреи в музыкальной культуре Молдовы. 1930—1980-е годы XX века» (библиографический справочник, 2003), «Дорогами творчества» (избранные статьи о молдавских композиторах, 2004). Проводил музыкальные салоны, лекции и беседы, посвященные известным деятелям еврейской, молдавской и русской музыкальной культуры.
Жена З. Л. Столяра — известный музыкальный педагог, заведующая кафедрой специального фортепиано Государственной академии музыки, театра и изобразительных искусств Молдавии, заслуженный деятель искусств республики, профессор Людмила Вениаминовна Ваверко. Дочь — пианистка, музыкальный педагог Ирина Столяр (1952—2010).

## Книги
- Пособие по элементарной теории музыки (с Е. М. Ткачом). Кишинёв, 1957 (второе издание — 1961, третье издание — 1963).
- Шико Аранов. Москва: Советский композитор, 1959.
- Георгий Няга. Москва: Советский композитор, 1959.
- Опера Д. Гершфельда «Грозован». Путеводитель (с Е. М. Ткачом). Москва: Советский композитор, 1960.
- Давид Гершфельд. Кишинёв: Картя молдовеняскэ, 1961.
- Выразительные средства музыки. Кишинёв: Картя молдовеняскэ, 1963.
- Музыкальные жанры. Кишинёв: Картя молдовеняскэ, 1963.
- Лирические песни и романсы Д. Г. Гершфельда (составитель и редактор). Москва: Советский композитор, 1963.
- М. И. Глинка. Кишинёв, 1967.
- Молдавская советская симфония. Кишинёв: Картя молдовеняскэ, 1967.
- Антон Рубинштейн. Кишинёв: Картя молдовеняскэ, 1969.
- Георгий Няга. Кишинёв: Картя молдовеняскэ, 1973.
- Что такое музыка. Кишинёв, 1976.
- Молдавская советская песня. Кишинёв: Литература артистикэ, 1979.
- Страницы молдавской музыки. Кишинёв: Литература артистикэ, 1983.
- Еврейская дойна: еврейская народная музыка в Бессарабии и Левобережном Приднестровье. Кишинёв, 1998 (на немецком языке — Вена, 2000).
- Страницы еврейской музыки: исследования, наблюдения, заметки. Кишинёв: Pontos, 2001.
- Люди и время: композиторы-евреи в музыкальной культуре Молдовы. 1930—1980-е годы XX века. Институт межэтнических исследований Академии Наук Республики Молдова, отдел истории и культуры евреев Молдовы. Кишинёв: S.N., 2003.
- Дорогами творчества: Избранные статьи о молдавских композиторах. Вторая половина XX века. Кишинёв: Primex-Com, 2004.

## Нотные издания
- Антология советской молдавской песни (Antologie de cîntece sovietice moldoveneşti). Кишинёв: Литература артистикэ, 1985.
- От азой! Еврейские народные песни. Обработка для голоса и фортепиано Зиновия Столяра. Еврейский конгресс Республики Молдова и Ассоциация еврейских организаций и общин Молдовы. Кишинёв: S.N., 2004.